# Akcja pod Rogowem

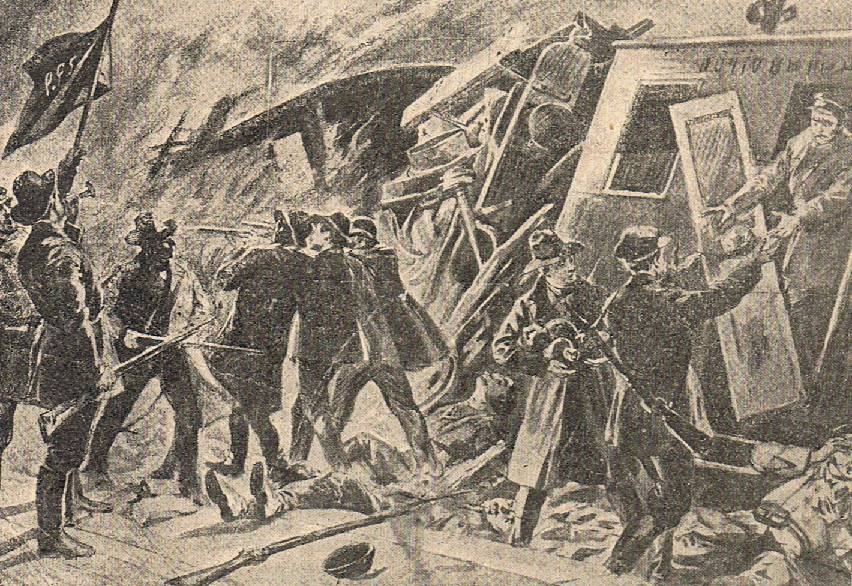
Akcja na stacji w Rogowie

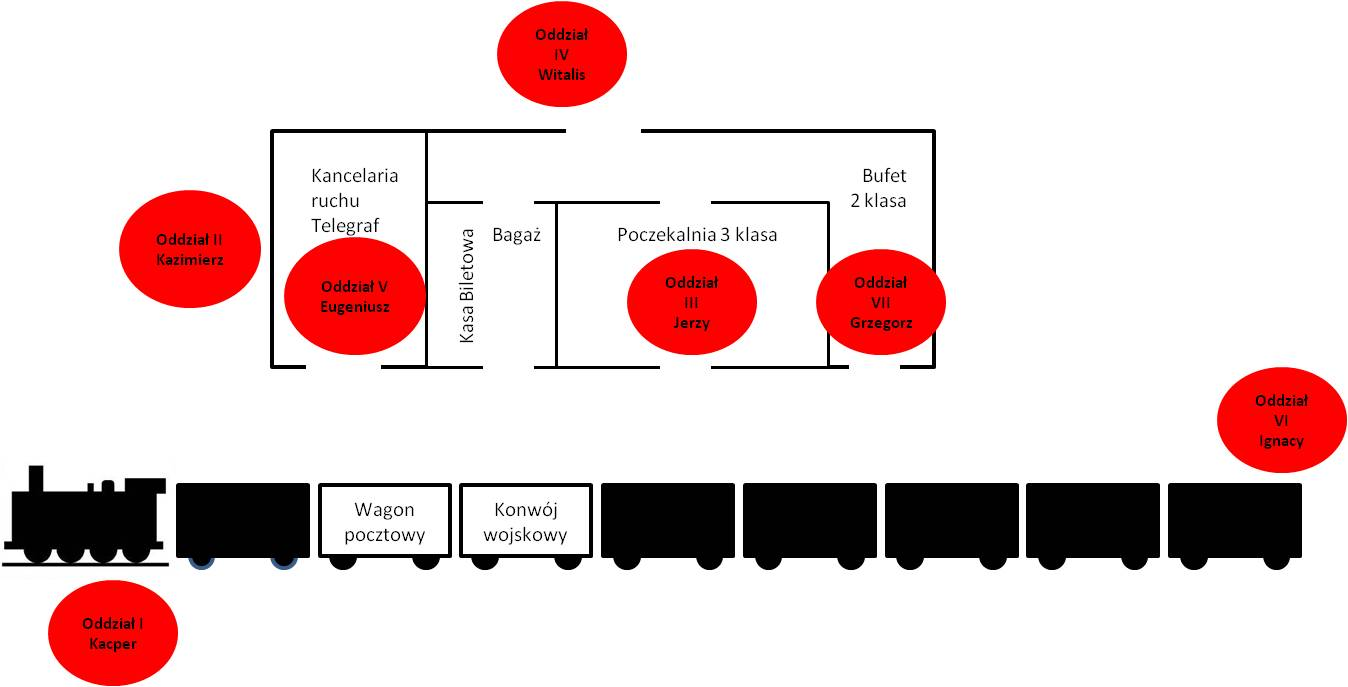
Plan akcji na stacji kolejowej w Rogowie

Akcja pod Rogowem – akcja ekspropriacyjna przeprowadzona przez Organizację Bojową PPS pod dowództwem Józefa Montwiłł-Mireckiego 8 listopada 1906. Bojowcy PPS napadli na stacji w Rogowie na pociąg z konwojem pocztowym, przewożącym pieniądze i papiery wartościowe. Była to jedna z największych akcji bojowych PPS.

## Przygotowania
Inicjatorem akcji był Józef Montwiłł-Mirecki "Grzegorz", który na spotkaniu łódzkich instruktorów OB PPS określił potrzebę akcji zbrojnej, przeciw carskim najeźdźcom, przeciwstawiając się jednocześnie postawie ówczesnego Centralnego Komitetu Robotniczego PPS, który powstrzymywał działania bojowe.      
Początkowo akcja miała odbyć się 12 października. Jednak odwołali ją, z uwagi na pobyt gubernatora piotrkowskiego w pobliskich Brzezinach, co spowodowało obecność oddziałów wojskowych na stacji.

## Akcja
Akcja odbyła się 8 listopada 1906. Bojowcy przybyli do Rogowa pociągiem przed godz. 20. Jeden z oddziałów wysiadł w Koluszkach, gdzie przesiadł się do wagonu pocztowego. 
W akcji wzięło udział 42 bojowców i 6 instruktorów okręgowych OB, podzielonych na siedem oddziałów, oraz dowodzący akcją Montwiłł-Mirecki. Oddział pierwszy pod dowództwem "Kacpra" (Jan Kwapiński) miał za zadanie opanować lokomotywę, oddział drugi pod dowództwem "Kazimierza" miał rzucić bombę na wagon z żołnierzami unieszkodliwiając ochronę pociągu, oddział trzeci pod dowództwem "Jerzego" miał opanować poczekalnię,  oddział czwarty pod dowództwem "Witalisa" (Zdzisław Rogalewicz) miał otoczyć budynek przed stacją nie wypuszczając nikogo. Oddział piąty pod dowództwem "Eugeniusza" miał opanować telegraf i usunąć żandarma stacyjnego, oddział szósty dowodzony przez "Ignacego" (Władysław Kołakowski) miał zajść tył pociągu i ostrzeliwać żołnierzy (był tym który pozostał w  Koluszkach). Oddział siódmy pod komendą Montwiłł-Mireckiego "Grzegorz" pozostawał w rezerwie i miał opanować wagon pocztowy. Po przybyciu na stacje oddziały opanowały stację wywieszając czerwony sztandar z napisem "PPS".
Atak nastąpił po przybyciu pociągu pocztowego po godz. 20. Z chwilą gdy pociąg zaczął się zatrzymywać, oddział pierwszy zajął lokomotywę, zaś rozpoczęcie akcji ogłosił głos trąbki. Bojowcy z oddziału trzeciego z poczekalni rozpoczęli ostrzał wagonu z konwojem wojskowym, zaś oddział piąty rzucił bombę do tego wagonu. Wybuch bomby zabił żandarma stacyjnego Choruka i ranił trzynastu żołnierzy.
Mirecki z oddziałem siódmym i piątym rozpoczął akcje opanowania wagonu pocztowego. Wobec odmowy otwarcia wagonu rzucono do środka dwie petardy dynamitu, wyłamując drzwi, raniąc dwóch urzędników pocztowych, pocztyliona i dwóch tajnych agentów. W trakcie akcji zdobyto 30155 rubli. Działania trwały osiemnaście minut,   strat własnych nie było. Pomimo pościgu, żaden z bojowców nie został schwytany. Następnego dnia większość uczestników napadu, którzy byli łódzkimi tkaczami, stawiło się o godzinie 6 rano w pracy.